# Carl Strathmann
Carl Strathmann (Karl Strathmann), né le 11 septembre 1866 à Düsseldorf, mort le 29 juillet 1939 à Munich, est un peintre, graveur et illustrateur allemand. 

## Biographie
Carl Strathmann est le fils de Carl Strathmann, homme d'affaires, et d'Alice (anglaise). De 1882 à 1886, Strathmann étudie à l'Académie des beaux-arts de Düsseldorf, puis, de 1886 à 1889, à l'école des beaux-arts de Weimar. Il se rend à Munich où il se lie d'amitié avec Lovis Corinth. Il collabore, en qualité d'illustrateur, à des revues et se consacre aux arts décoratifs. Il est un temps membre de la Sécession munichoise, dont il démissionne.La Sécession de Berlin lui consacre une exposition en 1917. 

## Œuvres
Nombre d’œuvres de Carl Strathmann reprennent les thèmes des symbolistes tels que ceux de la femme fatale,de l'érotisme.
- Salambo, huile et autres matériaux sur toile (187,7 × 287 cm), 1894/1895.
- Maria, huile sur toile (111,5 × 157 cm), vers 1895.
- Danaé, 1905
- assaut, 1914

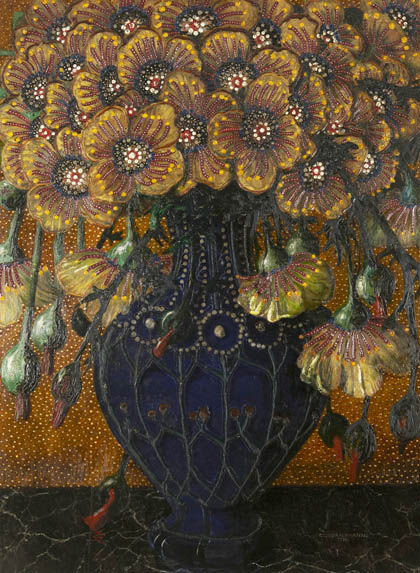
Fleurs, 1916
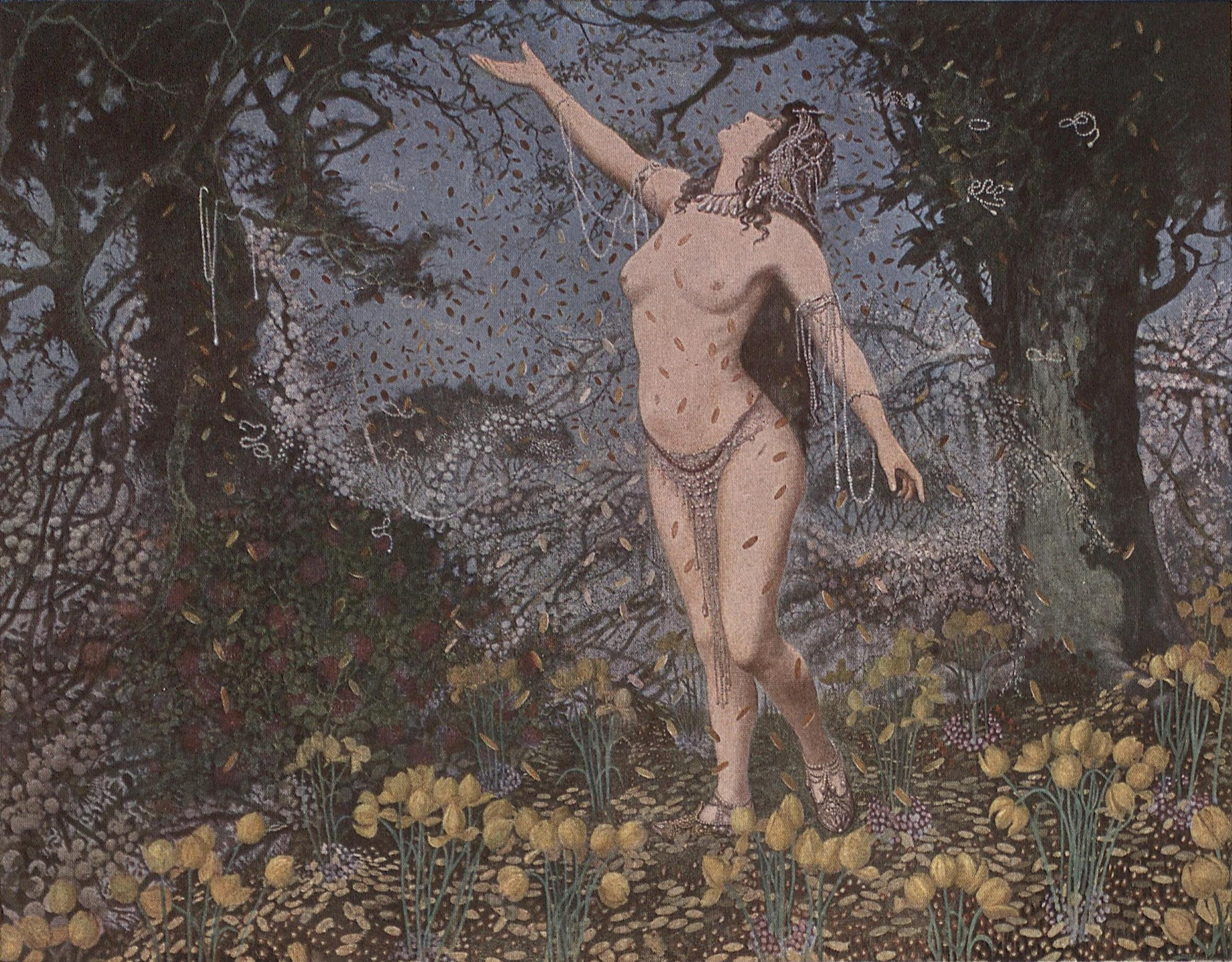
Danaé
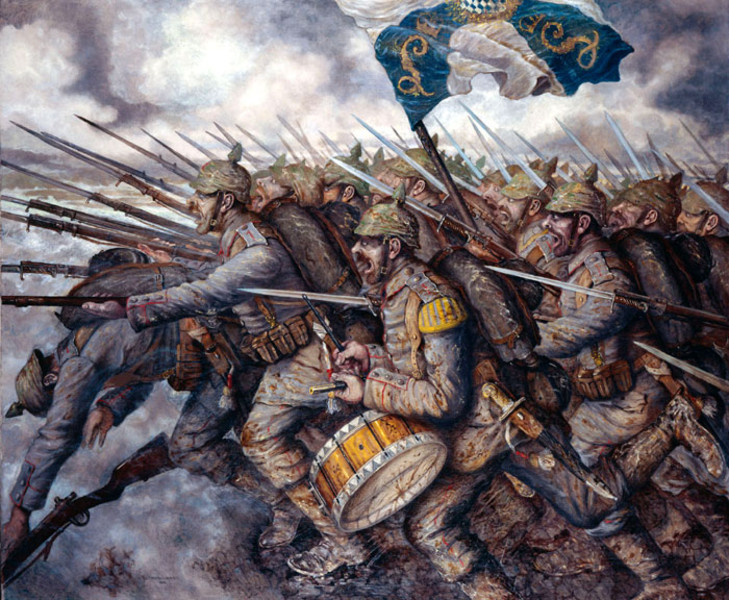
Assaut, 1914
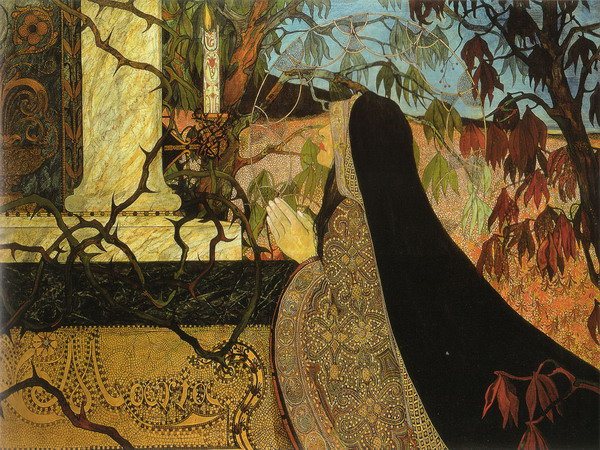
Marie, 1896